# Zajednička deklaracija pape Franje i patrijarha Kirila
Zajednička deklaracija pape Franje i patrijarha Kirila proglašena je nakon prvoga susreta između Pape Franje, poglavara Katoličke Crkve i moskovskoga patrijarha Kirila, poglavara Ruske pravoslavne Crkve, u Havani, u veljači 2016. godine.
To je bio prvi takav susret jednog rimskog pape i ruskoga patrijarha.
Deklaracija u 30 točaka donosi zajednički poziv dvojice crkvenih poglavara za okončanje progona kršćana i ratova na Bliskom istoku. Izražava se nada o doprinosu ponovnoj uspostavi jedinstva kršćana među dvjema Crkvama. Niz drugih pitanja spominje se u deklaraciji, uključujući ateizam, sekularizam, konzumerizam, pitanja migranata i izbjeglica, važnost obitelji, braka i bojaznima koje se odnose na pobačaj i eutanaziju. Dokument sadržava posebno dio koji se odnosi na Ukrajinu u kojem se „sve strane uključene u sukob pozivaju na oprez”, o čemu je Ukrajinska grkokatolička Crkva izrazila razočaranje.